# Позорје ’74 (кратки филм)
„Позорје 74” је кратки филм из 1975. године. Режирао га је Борислав Гвојић који је написао и сценарио.